# Vernéřovice
Vernéřovice (německy Deutsch Wernersdorf) jsou obec v okrese Náchod v Královéhradeckém kraji na hranici s Polskem. Tato lánová ves leží v údolí Vernéřovického potoka a svým východním koncem prakticky navazuje na město Meziměstí. Žije zde 317 obyvatel (roku 1900 žilo v obci 1 336 obyvatel německé národnosti).

## Historie
První písemná zmínka o vesnici pochází z roku 1351. Dřívější jména Německé Vernéřovice, Vernéřovice u Broumova, něm. Deutsch-Wernersdorf. Podle pověsti založena lokátorem Wernerem. Od založení až do odsunu v poválečných letech obývána Němci. Dříve převládala textilní zemědělská produkce, po kolektivizaci získala podíl masná produkce.
Kostel sv. Michaela archanděla v obci (snad od Kryštofa Dientzenhofera, nedoloženo) byl postaven kolem roku 1720 (nad vchodem letopočet 1719). Za vesnicí je novogotická poutní kaple Panny Marie Pomocné z let 1892 až 1894 (1904?), německy zvaná Bründl, místo tzv. vernéřovického zázraku. Ke kapli vedla křížová cesta.

## Přírodní poměry
V jižním cípu katastrálního území se nachází přírodní památka Mořská transgrese.

## Obyvatelstvo
| Rok            | 1869  | 1880  | 1890  | 1900  | 1910  | 1921  | 1930  | 1950 | 1961 | 1970 | 1980 | 1991 | 2001 | 2011 | 2021 |
| -------------- | ----- | ----- | ----- | ----- | ----- | ----- | ----- | ---- | ---- | ---- | ---- | ---- | ---- | ---- | ---- |
| Počet obyvatel | 1 268 | 1 207 | 1 199 | 1 349 | 1 392 | 1 200 | 1 081 | 551  | 532  | 454  | 445  | 377  | 372  | 325  | 303  |
| Počet domů     | 188   | 195   | 205   | 204   | 223   | 223   | 230   | 230  | 135  | 119  | 110  | 129  | 134  | 136  | 137  |

## Obecní správa
Mezi lety 1869–1950 Vernéřovice byly obcí v okrese Broumov. V letech 1961–1985 patřily jako část obce k Březové. Od 1. července 1985 do 31. srpna 1990 patřily jako část města k Meziměstí a od 1. září 1990 jsou opět samostatnou obcí.

### Obecní symboly
Znak a vlajka byly obci uděleny rozhodnutím předsedkyně Poslanecké sněmovny Parlamentu České republiky dne 24. února 2011.

## Doprava
Obcí prochází silnice III/3023 ve směru z Meziměstí do Teplic nad Metují. Veřejnou autobusovou dopravou jsou Vernéřovice propojeny s Broumovem, Meziměstím, Teplicemi nad Metují a Adršpachem. Na území obce jsou tři autobusové zastávky. Železnice prochází těsně za hranicí vernéřovického katastru.

## Pamětihodnosti
- Kostel sv. Michaela archanděla[12]
- Hřbitov (mj. renesanční figurativní náhrobník z r. 1579)[6]
- Fara jednopatrová z r. 1835[6]
- Krucifix u silnice do Meziměstí
- Vernéřovická lípa, památný strom
- Usedlost čp. 17, kulturní památka ČR [13]

## Galerie

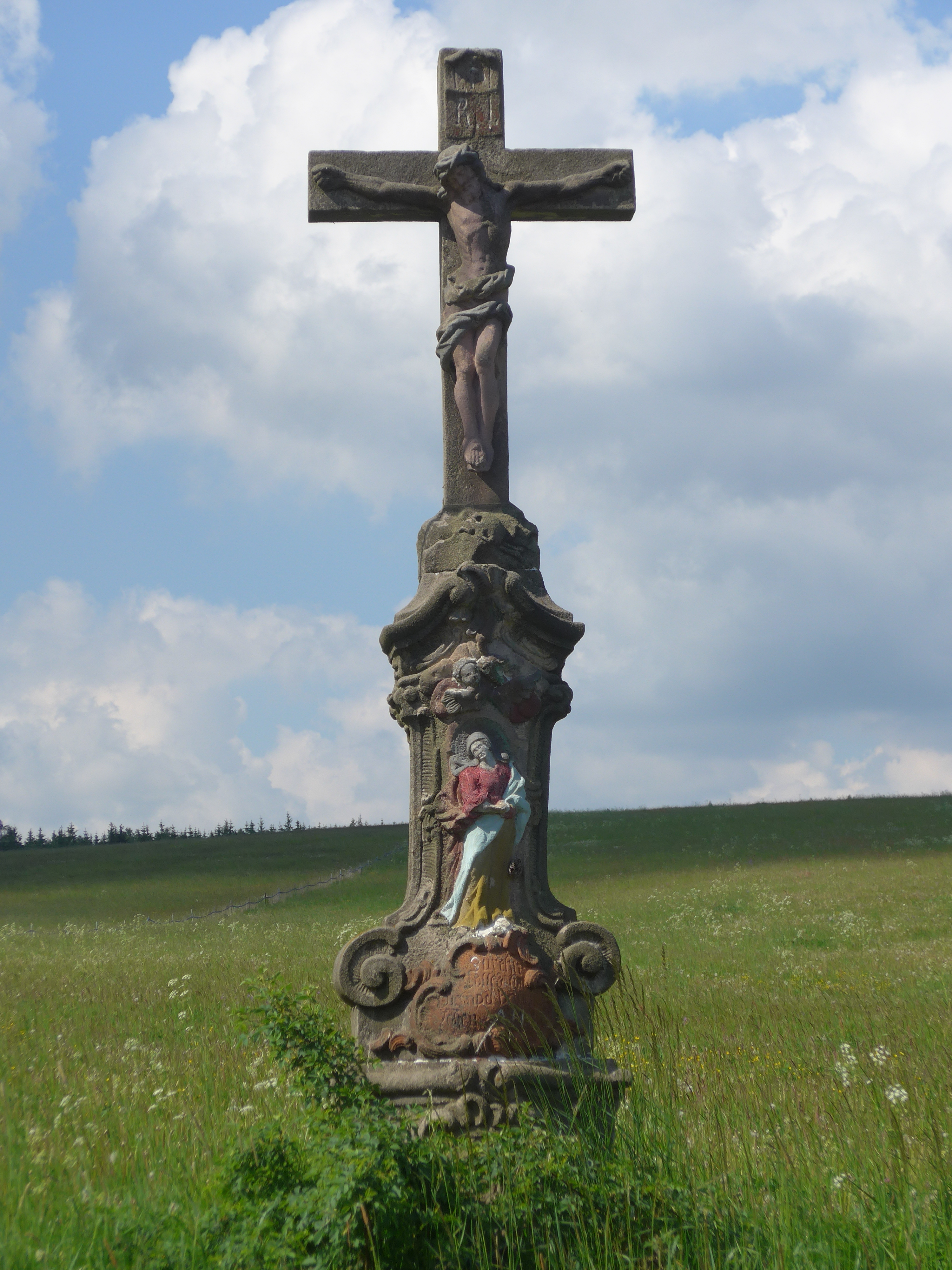
Boží muka u cesty do Meziměstí
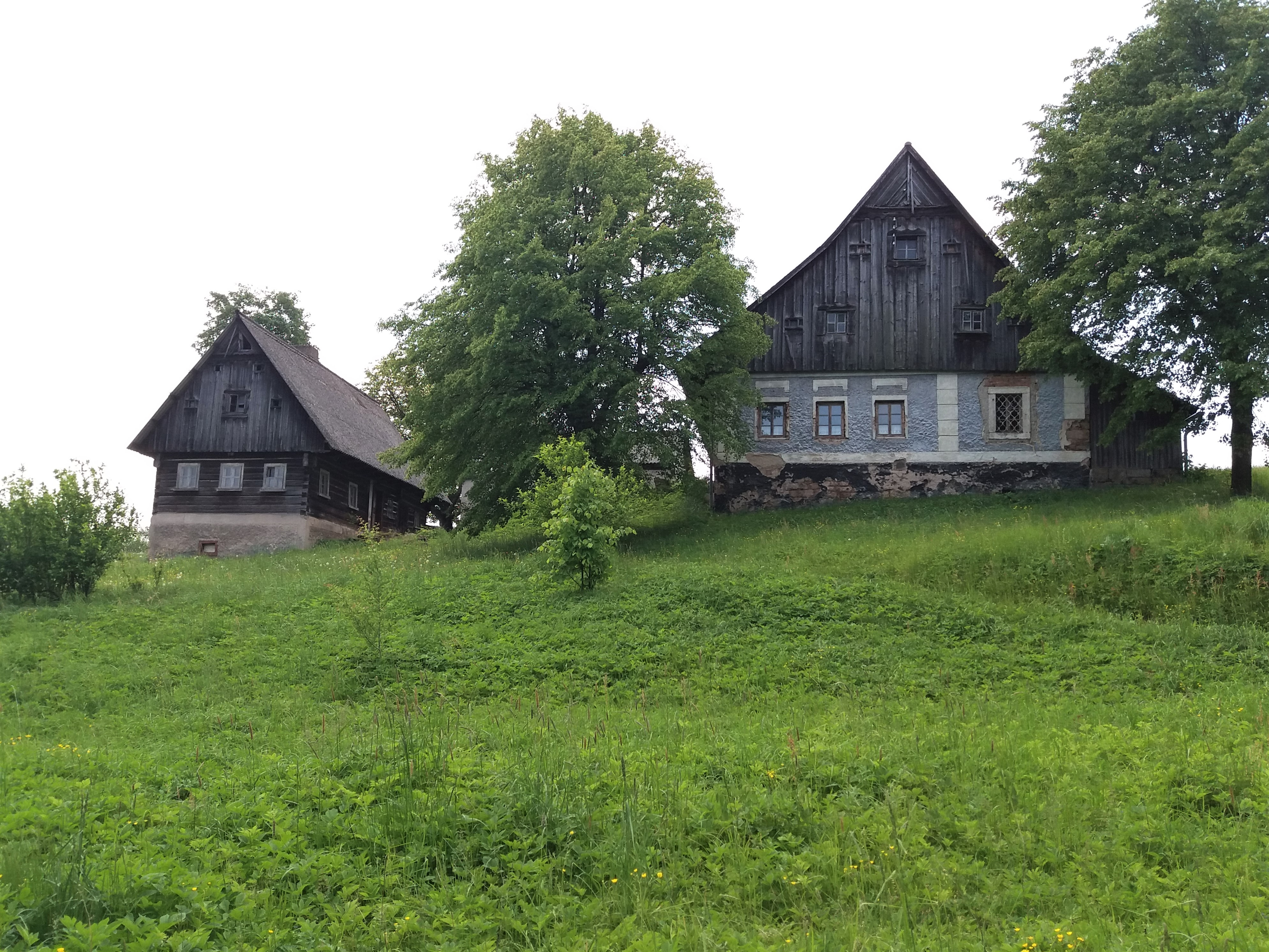
Usedlost čp. 17, kulturní památka
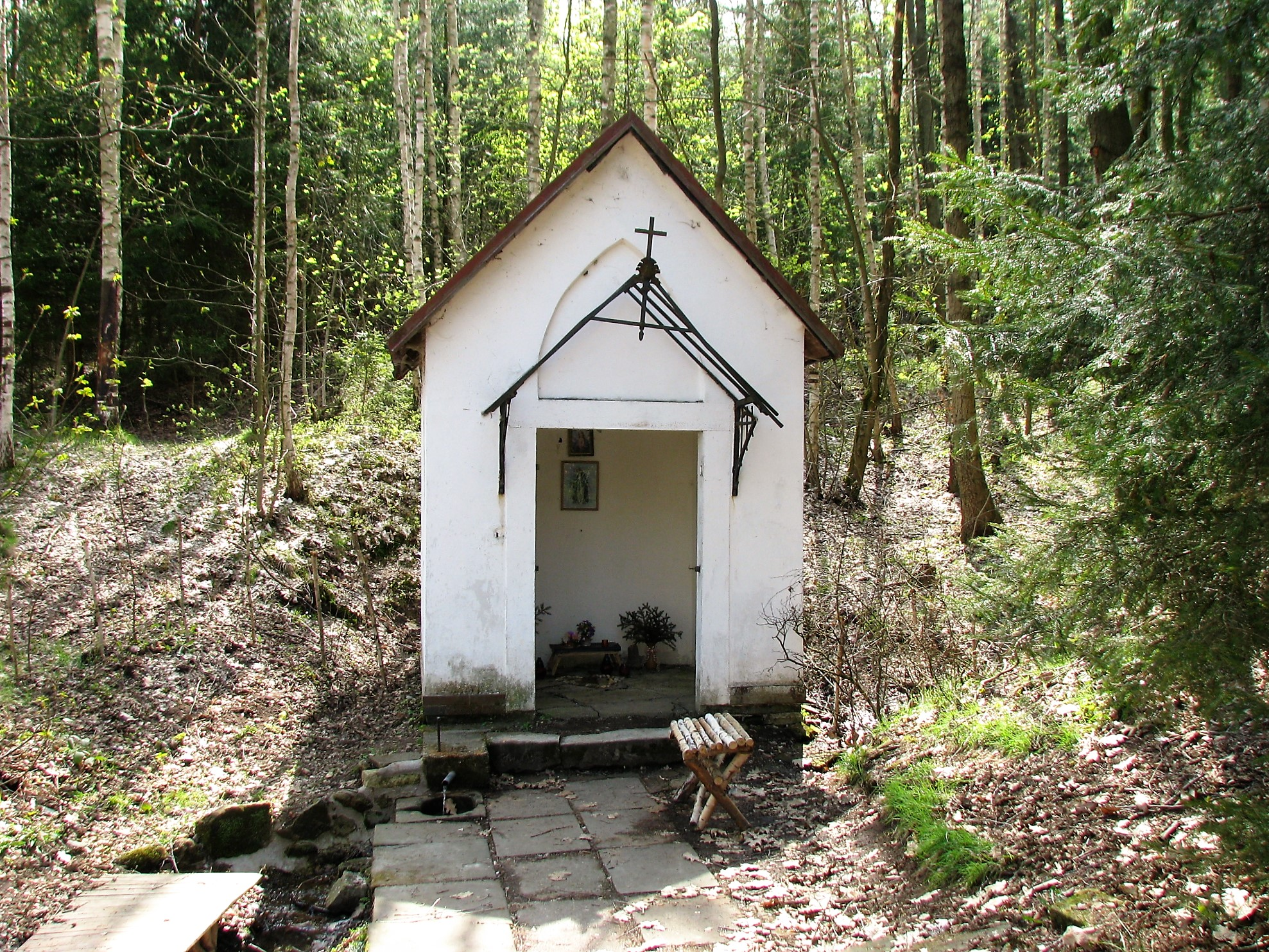
Studánka u kaple Panny Marie